# Święta Fabiola
Święta Fabiola z Rzymu (zm. grudzień 399) – rzymska matrona, wdowa, uznana za świętą Kościoła katolickiego.
Jej przewodnikiem duchowym oraz późniejszym biografem i panegirystą był św. Hieronim ze Strydonu.

## Życiorys
Fabiola pochodziła z arystokratycznego rodu patrycjuszy Fabii (Fabiusze). Wychodziła za mąż dwukrotnie. Pierwszego męża, który okazał się człowiekiem złym i rozpustnym, porzuciła i zawarła nowy związek, co wśród chrześcijan wywołało zgorszenie.
Wkrótce obaj mężczyźni zmarli, a Fabiola poddała się dobrowolnej pokucie i pojednała z Kościołem, czytając Biblię oraz poświęcając się chrześcijańskiemu miłosierdziu. Sprzedała swój dobytek i wspierała ubogich, chorych oraz trędowatych. Wspomagała również klasztory i inicjatywy pobożne. W 395 roku udała się wraz z kapłanem Oceanusem (z gr. Okeanus) do świętego miasta Jerozolimy i Betlejem w Palestynie, gdzie poznała św. Hieronima i przez jakiś czas gościła w jego klasztorze dla kobiet. Tu pod jego kierownictwem Fabiola zgłębiała znajomość Biblii. Możliwy najazd Hunów na kraj przyczynił się do jej powrotu do Rzymu. Założyła wówczas w Ostii, wraz z senatorem św. Pammachiuszem, hospicjum dla chorych i ubogich pielgrzymów, gdzie osobiście zajmowała się potrzebującymi. Jej zaangażowanie w pomoc i opiekę nie przeszkodziło w kontynuacji studiowania Biblii, w zrozumieniu której pomagał jej listownie św. Hieronim. Otrzymała od niego dwa obszerne listy zawierające egzegezę Pisma Świętego.
Fabiola z Rzymu zmarła w opinii świętości „podziwiana przez pogan i opłakiwana przez biednych”. Hieronim z Syndronu ułożył wówczas mowę, na prośbę Oceanusa, w której nakreślił biografię Świętej tłumacząc jej początkowe błędy.
Dzień obchodów
Fabiola jest umieszczona w Martyrologium Rzymskim pod dniem 27 grudnia (punkt 2: „Wspomnienie św. Fabioli, wdowy rzymskiej, która - jak zaświadcza św. Hieronim - przemieniła i udoskonaliła swoją pokutę na dobroczynność względem biednych”.). Wyznawcy prawosławia wspominają świętą także 27 grudnia/9 stycznia, tj. 9 stycznia według kalendarza gregoriańskiego. W ikonografii przedstawiana jest w pozycji typowej dla penitenta i modlącej.